# Cantons de l'Aube
Els Cantons de l'Aube (Gran Est) són 33 i s'agrupen en tres districtes: 
- Districte de Bar-sur-Aube (5 cantons - sotsprefectura: Bar-sur-Aube) :
cantó de Bar-sur-Aube - cantó de Brienne-le-Château - cantó de Chavanges - cantó de Soulaines-Dhuys - cantó de Vendeuvre-sur-Barse

- Districte de Nogent-sur-Seine (6 cantons - sotsprefectura: Nogent-sur-Seine) :
cantó de Marcilly-le-Hayer - cantó de Méry-sur-Seine - cantó de Nogent-sur-Seine - cantó de Romilly-sur-Seine-1 - cantó de Romilly-sur-Seine-2 - cantó de Villenauxe-la-Grande

- Districte de Troyes (22 cantons - prefectura: Troyes) :
cantó d'Aix-en-Othe - cantó d'Arcis-sur-Aube - cantó de Bar-sur-Seine - cantó de Bouilly - cantó de Chaource - cantó de La Chapelle-Saint-Luc - cantó d'Ervy-le-Châtel - cantó d'Essoyes - cantó d'Estissac - cantó de Lusigny-sur-Barse - cantó de Mussy-sur-Seine - cantó de Piney - cantó de Ramerupt - cantó de Les Riceys - cantó de Sainte-Savine - cantó de Troyes-1 - cantó de Troyes-2 - cantó de Troyes-3 - cantó de Troyes-4 - cantó de Troyes-5 - cantó de Troyes-6 - cantó de Troyes-7